# Reserpina
La reserpina è un alcaloide indolico con attività antipertensiva e antipsicotica. È stata ampiamente utilizzata nella terapia farmacologica dell'ipertensione e di alcune psicosi, anche se la messa a punto di composti più efficaci con effetti indesiderati considerevolmente più contenuti la rende un farmaco obsoleto, ritirato dal commercio in diversi paesi.
L'effetto antipertensivo della reserpina è dovuto alla sua capacità di esaurire nei terminali nervosi simpatici periferici le riserve di catecolamine, neurotrasmettitori normalmente coinvolti nel controllo della frequenza cardiaca e delle resistenze periferiche. Per questo motivo nella farmacopea inglese viene classificata come amine depletor.
La deplezione di monoamine a livello sinaptico operata dalla reserpina viene spesso citata come prova della teoria monoaminergica della patogenesi della depressione (Everett & Tolman, 1959), che può difatti costituire un effetto indesiderato della terapia con reserpina.

## Meccanismo di azione
La reserpina agisce bloccando il trasportatore vescicolare di monoamine VMAT, che normalmente trasporta noradrenalina, serotonina e dopamina dal citoplasma dei nervi presinaptici all'interno delle vescicole destinate al rilascio nella fessura sinaptica. I neurotrasmettitori così accumulati nel citoplasma vengono degradati dalle MAO e non raggiungono la sinapsi.

## Via biosintetica
Il composto di partenza nella via sintetica della reserpina è il triptofano, convertito in triptamina dalla triptofano decarbossilasi. La triptamina è combinata con secologanina in presenza dell'enzima strictosidina sintetasi e dà origine alla strictosidina. Una complessa serie di reazioni enzimatiche porta alla sintesi della reserpina a partire dalla strictosidina.

## Storia
La reserpina fu isolata nel 1952 dalla radice essiccata della Rauwolfia serpentina, pianta nota come Sarpaganda alla medicina tradizionale indiana, presso la quale viene impiegata da secoli per i disturbi mentali, la febbre e i morsi di serpente.. Si riferisce che persino Mahatma Gandhi abbia fatto occasionalmente uso di Serpaganda come tranquillante.
Negli Stati Uniti il primo utilizzo clinico sperimentale si deve a Robert Wallace Wilkins, nel 1950. La sua struttura chimica fu chiarita nel 1953 e la sua isomeria cis-trans approfondita nel 1955. Fu introdotta come antipsicotico nel 1954, due anni dopo la clorpromazina. La prima sintesi totale fu eseguita da R. B. Woodward nel 1958. 
La reserpina è stata ritirata in diversi paesi per le delicate interazioni farmacologiche, la frequente insorgenza di effetti indesiderati e la presenza di valide alternative al suo impiego.

## Utilizzi attuali

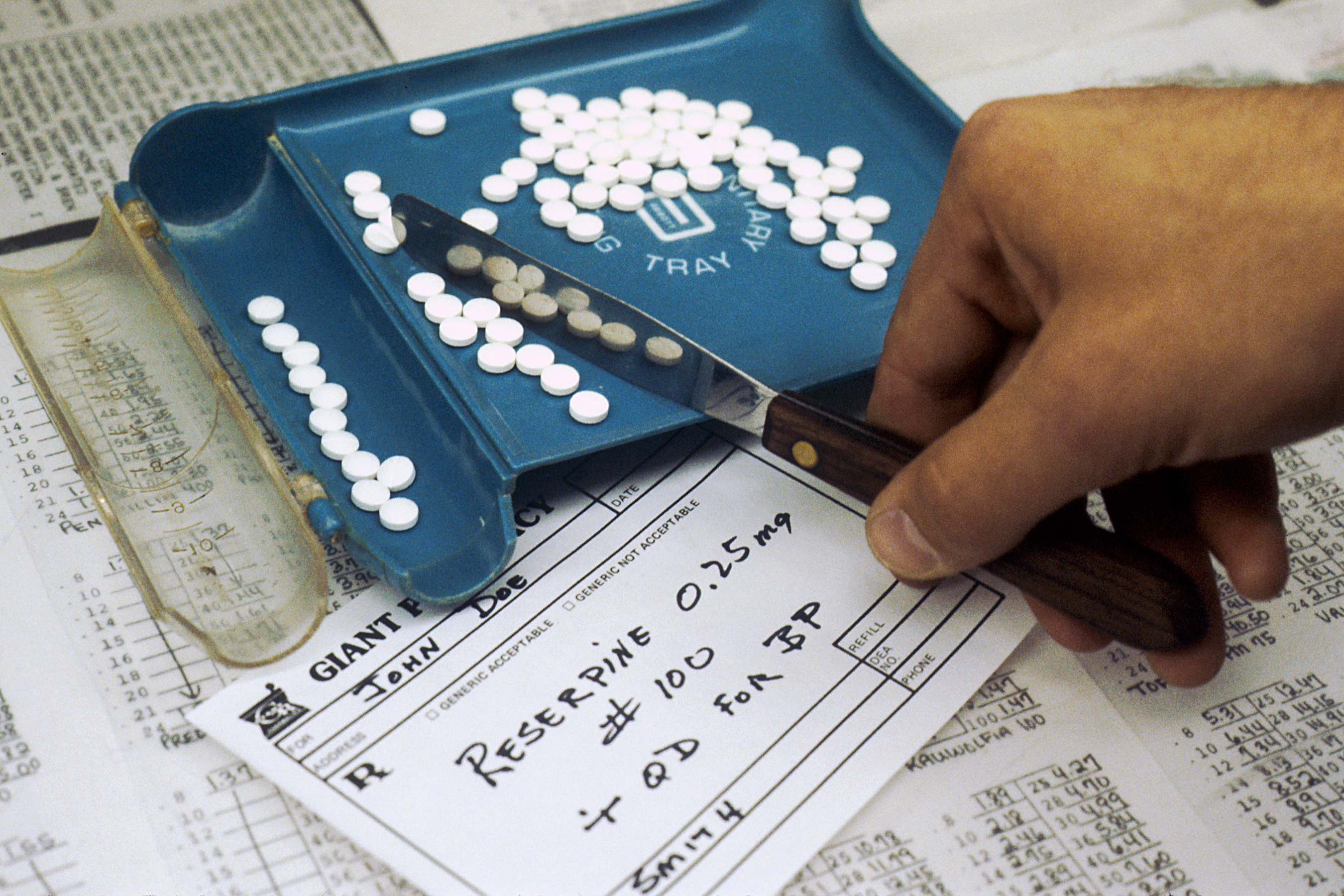
Dispensazione di compresse di reserpina in una farmacia.

La reserpina è una dei pochi antipertensivi di cui sia stata dimostrata con trial randomizzati controllati la capacità di ridurre la mortalità: Hypertension Detection and Follow-up Program, Veterans Administration Cooperative Study Group in Anti-hypertensive Agents, e il Systolic Hypertension in the Elderly Program.
Oggi la reserpina è utilizzata raramente nella terapia dell'ipertensione, e viene considerata come opzione terapeutica in caso di fallimento della terapia con altre classi di farmaci. La reserpina può essere considerata un agente adiuvante di seconda linea da associare alla terapia diuretica in contesti in cui il contenimento della spesa sia cruciale, come nei paesi in via di sviluppo.
È utilizzata per il trattamento della discinesia nei pazienti affetti da corea di Huntington.
In alcuni paesi, tra cui l'Italia, la reserpina è disponibile solo in combinazione con altri antipertensivi, generalmente diuretici o vasodilatatori. In Italia è reperibile la specialità Igroton Reserpina, associazione fissa di clortalidone e reserpina. Queste associazioni sono generalmente considerate farmaci di seconda scelta. La dose giornaliera per uso come antipertensivo varia tra 0,1 e 0,25 mg.
L'uso della reserpina come antipsicotico è stato quasi completamente abbandonato, anche se recentemente alcuni autori ne hanno proposto un utilizzo come terapia adiuvante in pazienti refrattari, sfruttando il sinergismo con i D2-antagonisti. Le dosi storicamente utilizzate in ambito psichiatrico arrivavano anche a 40 mg/die. Per dosi superiori a 3 mg/die si rendeva necessaria l'aggiunta di un anticolinergico per contrastare l'ipertono colinergico periferico e il parkinsonismo. Le dosi proposte come terapia adiuvante in associazione ad antipsicotici si aggirano invece intorno a 0,5 mg/die.
La reserpina può essere utilizzata in ambito veterinario, per la sedazione di animali di grossa taglia.

## Effetti indesiderati
A dosi inferiori a 0,2 mg/die la reserpina ha pochi effetti collaterali, il più frequente dei quali rappresentato dalla congestione nasale.
Molta preoccupazione è stata rivolta alla potenzialità della reserpina di causare depressione e aumentare il rischio di suicidio. 
Sono stati eseguiti studi non controllati con dosi medie di 0,5 mg/die.
I principali effetti collaterali sono mediati dalla deplezione di catecolamine e dal conseguente ipertono colinergico, nonché dal modesto effetto alfa-bloccante: congestione nasale, nausea, vomito, aumento di peso, intolleranza gastrica, ulcera gastrica, dolore addominale, diarrea, peggioramento asma, bradicardia, ipotensione, disfunzione erettile, iperprolattinemia.
La depressione può manifestarsi a qualsiasi dosaggio e può essere sufficientemente grave da condurre al suicidio. Altri effetti centrali frequenti sono sonnolenza, confusione, incubi. Può manifestarsi parkinsonismo dose-dipendente. Spesso è riportata debolezza e affaticamento. Studi su roditori con reserpina ad alte dosi hanno mostrato potenziale attività cancerogena. La rilevanza clinica di questo dato nella terapia umana a dosi standard resta da chiarire.
La reserpina passa nel latte materno, con effetti tossici sul lattante. Dovrebbe quindi essere evitata durante l'allattamento.